# Jakow Drobnis
Jakow Naumowicz Drobnis (ros. Яков Наумович Дробнис, ur. w maju 1890 w Głuchowie, zm. 1 lutego 1937 w Moskwie) – radziecki polityk.
W latach 1904–1905 był członkiem Bundu, w 1906 wstąpił do SDPRR, w marcu 1907 na 2 miesiące aresztowany, w styczniu 1908 aresztowany i wkrótce skazany na 5 lat więzienia, w 1913 zwolniony. W styczniu 1915 ponownie aresztowany i zesłany do Połtawy, w latach 1917-1918 przewodził połtawskiej dumie miejskiej, równocześnie od grudnia 1917 do lutego 1918 członek Komitetu Wykonawczego Połtawskiej Rady Gubernialnej, w 1918 aresztowany i zwolniony, uczestniczył w działalności komunistycznego podziemia w Ukraińskiej Republice Ludowej. Od 22 października 1918 do 5 kwietnia 1920 członek KC KP(b)U, w 1918 aresztowany, następnie w 1919 zbiegł, został komisarzem wojskowym dywizji piechoty Armii Czerwonej, od 30 czerwca do 10 grudnia 1919 członek Zafrontowego Biura KC KP(b)U, w sierpniu 1919 został ranny i wzięty do niewoli, z której zbiegł. Od 10 grudnia 1919 do 28 kwietnia 1920 przewodniczący Połtawskiego Gubernialnego Komitetu Rewolucyjnego i członek Biura KC KP(b)U, w maju 1920 przewodniczący połtawskiego gubernialnego komitetu KP(b)U, w maju 1920 ponownie wzięty do niewoli, uwolniony. Od maja do lipca 1920 komisarz Samodzielnej Grupy Wojsk, od 26 lipca do października 1920 szef Wydziału Politycznego Kolei Południowo-Zachodnich, od października do grudnia 1920 przewodniczący Komitetu Wykonawczego Donieckiej Rady Gubernialnej, od grudnia 1920 do 10 lutego 1921 przewodniczący odeskiego gubernialnego komitetu rewolucyjnego, od lutego do lipca 1921 przewodniczący Komitetu Wykonawczego Odeskiej Rady Gubernialnej, od 1921 do sierpnia 1922 przewodniczący Komitetu Wykonawczego Połtawskiej Rady Gubernialnej. Od 17 października 1922 do 4 kwietnia 1923 sekretarz KC KP(b)U, w latach 1923-1927 członek Małej Rady Komisarzy Ludowych RFSRR, w latach 1924-1927 zastępca jej przewodniczącego, od 1923 członek Komisji Administracyjnej Rady Komisarzy Ludowych ZSRR. 
Uczestnik Lewicowej Opozycji, zwolennik Lwa Trockiego,  na XV zjeździe WKP(b) 18 grudnia 1927 wykluczony z partii, wraz z innymi przywódcami opozycji. Zesłany do Astrachania. W styczniu 1930 po samokrytyce przywrócony w prawach członka WKP(b), w 1930 szef wydziału Centralnego Zarządu Dróg Szosowych i Transportu Ludowego Komisariatu Dróg Szosowych ZSRR, później pracował na różnych stanowiskach w tym komisariacie, w 1936 zastępca kierownika budowy kombinatu w Kemerowie.
U progu wielkiej czystki 6 sierpnia 1936 aresztowany przez NKWD. Podsądny w pokazowym drugim procesie moskiewskim przed Kolegium Wojskowym Sądu Najwyższego ZSRR.  30 stycznia 1937 skazany na śmierć, następnego dnia rozstrzelany. Ciało skremowano w krematorium na Cmentarzu Dońskim, prochy pochowano anonimowo.
13 czerwca 1988 zrehabilitowany postanowieniem plenum Sądu Najwyższego ZSRR.